# Эванен, Ольга Ивановна
Ольга Ивановна Эванен (фин. Olga Evanen) (1910 — ?) — свинарка совхоза «Пыдрангу» Вяйке-Марьяского района Эстонской ССР, Герой Социалистического Труда (1960).

## Биография
Ольга Ивановна Эванен родилась в 1910 году в деревне Малые Горки Ропшинской волости 1-го стана Петергофского уезда Санкт-Петербургской губернии.
Окончила начальную школу, батрачила. С 1929 года работала в колхозе «Горки».
С началом войны переехала в Ленинград, участвовала в оборонительных работах. В 1943 году была эвакуирована в деревню Каурово (Калининская область), работала в колхозе.
С 1947 года жила в Эстонской ССР, в посёлке Сяэзе (ныне — Ляэне-Вируского уезда Эстонии).
С помощью средств малой механизации значительно увеличила норму обслуживания. Произвела в 1959 году 772 центнера свинины (откормочное стадо 530 голов), в следующем году — 1810 центнеров. Среднесуточный привес 1 головы — 650 г.
В 1965 году вышла на пенсию. Дата смерти не установлена.

## Награды
- Медаль «Серп и Молот» Героя Социалистического Труда и орден Ленина (7.3.1960) — за выдающиеся достижения в труде и особо плодотворную общественную деятельность[1].